# Рейхскомиссариат Украина
Рейхскомиссариа́т Украи́на (нем. Reichskommissariat Ukraine) — гражданский оккупационный режим (рейхскомиссариат) на бо́льшей части территории оккупированной нацистской Германией Украинской ССР, а также южной части Белорусской ССР; часть западных областей современной Украины (Ивано-Франковской, Львовской, Тернопольской), до 1939 года входивших в состав Польской Республики, относились к Польскому генерал-губернаторству (см. Галиция (дистрикт)); часть южных и западных — перешли под контроль Румынии (см. Губернаторство Буковина, Губернаторство Бессарабия, Губернаторство Транснистрия); остальные находились под управлением Командования тыловым районом группы армий. С сентября 1941 года по август 1944 года рейхскомиссариатом руководил Эрих Кох в качестве рейхскомиссара. В задачи администрации входило умиротворение региона и эксплуатация его ресурсов и людей в интересах Германии. Адольф Гитлер 17 июля 1941 года издал указ, определяющий порядок управления оккупированными восточными территориями.
До немецкого вторжения Украина была составной республикой СССР, в которой проживали украинцы с русским, польским, еврейским, белорусским, немецким, цыганским и крымскотатарским меньшинствами. Это было ключевой темой нацистского планирования послевоенной экспансии Рейха.

## История
Германия 22 июня 1941 года в 2 часа ночи в нарушение пакта Молотова-Риббентропа начала операцию «Барбаросса» против СССР. Немецкое вторжение привело к краху западных элементов Советской Красной Армии на бывших территориях Польши, присоединенных Советским Союзом. 16 июля 1941 года Гитлер назначил нацистского гауляйтера Эриха Коха рейхскомиссаром планируемого «Рейхскомиссариата Украины», который был создан указом фюрера от 20 августа 1941 года. Первоначально он подчинялся имперскому министерству оккупированных восточных территорий Альфреда Розенберга, а затем стал отдельной гражданской организацией Германии. Первая передача советской территории Украины от военной к гражданской администрации состоялась 1 сентября 1941 года. Дальнейшие переходы состоялись 20 октября и 1 ноября 1941 года, а окончательный переход — 1 сентября 1942 года, в результате чего границы области вышли за пределы Днепра.
По мнению Фюрера и других немецких экспансионистов, разрушение Советской армии, получившего название «иудейско-большевистского» государства, устранит угрозу от восточных границ Рейха и сделает возможной колонизацию обширных территорий Восточной Европы под знаменем «Лебенсраума» (жизненного пространства) для удовлетворения материальных потребностей германского народа. Идеологические заявления о том, что немецкая раса господ имеет право на расширение своей территории, особенно на Востоке, получили широкое распространение среди немецкой общественности и нацистских чиновников различного ранга. Позже, в 1943 году, Эрих Кох рассказал о своей миссии: «Мы мастера своего дела, и мы должны помнить, что самый ничтожный немецкий рабочий в тысячу раз ценнее местного населения в расовом и биологическом отношении».
14 декабря 1941 года Розенберг обсудил с Фюрером различные административные вопросы, касающиеся Рейхскомиссариата Украины. К ним относятся споры о статусе Коха и доступе к Адольфу, нехватка рабочей силы для сбора урожая, настойчивое требование Фюрера «очистить» Крым и большую часть юга Украины (то есть, нежелательные национальности, подлежащие уничтожению), и непосредственно присоединение к Рейху как района под названием Готенланд («Земля готов»), переименование таких городов как Симферополь в «Готенбург» и Севастополь в «Теодорихсхафен» (в честь древнего готского короля Теодориха Великого) и приведение в порядок границы с контролируемой Румынией Транснистрией для удаления с вида на Николаев.
1 апреля 1942 года Гитлер издал указ о создании нацистской партийной организации Arbeitsbereich Osten der NSDAP для новых восточных оккупированных территорий. Этому шагу оказали жесткое сопротивление как Розенберг, который справедливо опасался, что преобразование администрации восточных территорий из государственной в партийную бюрократию приведет к фактическому прекращению его служения (государственного органа), так и Генрих Гиммлер, который справедливо опасался, что учреждение арбайтсберейха будет сопровождаться превращением комиссаров в RVK (комиссаров по военным делам) и, следовательно, получит огромные полномочия за счет СС, которое уже в конце сентября прошлого года устойчиво теряет свои позиции, когда правительство комиссариата начало формироваться с местными комиссарами, осуществляющими контроль над полицией на своих территориях, ранее подконтрольных СС. Вскоре под давлением Мартина Бормана в Берлине, Коха и рейхскомиссара Остланда Лозе арьергардное сопротивление Гиммлера и Розенберга рухнуло. Розенбергу хотя бы удалось стать Рейхсляйтером («рейх-лидером») нового арбейтсберейха. Позже Розенберг попытался взять такую политическую власть в политическую секцию министерства, чтобы держать все партийные вопросы под своим контролем, и запретил создание организаций и любую политическую деятельность на Востоке без его прямого разрешения. Нет нужды говорить, что он был полностью непослушным. В надежде на то, что, объединив свои усилия, они восстановят некоторое влияние, Гиммлер и Розенберг приняли решение о назначении Готлоба Бергера, топориста Гиммлера и начальника штаба СС, заместителем Розенберга, что теоретически даст Розенбергу контроль над силами СС на оккупированных советских территориях под гражданским управлением в обмен на его поддержку СС в его борьбе за власть. Партнерство между Розенбергом и Гиммлером не достигло ничего иного, как нестерпимого отчаяния друг друга, и Бергер вскоре прекратил всякое сотрудничество. Впоследствии Кох и Лоузе постепенно сократили связь с Розенбергом, поддерживая связь с Гитлером через Бормана и канцлерскую контору партии. Оба они также отметили необходимость создания сильных организаций SA в рамках своей юрисдикции в качестве противовеса СС. Учитывая, что многие сотрудники комиссариата были активными или резервными сотрудниками SA, эти меры возродили уже существовавшую неприязнь к СС, и было гарантировано ухудшение отношений. В качестве крайней меры, высший руководитель СС и полиции на Украине Ганс-Адольф Прютцман попытался обратиться к Коху напрямую, только чтобы подвергнуться презрительному насилию и быть уволенным.
К концу зимы 1944 г. рейсхкомиссариат «Украина» фактически перестал существовать. Его территория превратилась в длинную узкую прифронтовую полосу глубиной в полсотни километров. Между тем севернее образовался достаточно устойчивый «белорусский балкон». В этих условиях Брестский, Пинский, Кобринский округа (а также остатки Петриковского и Столинского) 25 февраля 1944 г. были переданы «во временное управление» выделенного из «Остланда» генерального комиссариата «Белоруссия». После освобождения советской армией украинских территорий от захватчиков рейхскомиссариат был официально ликвидирован 10 ноября 1944 года. Самыми большими концентрационными лагерями на Украине во времена нацистской оккупации были Дарницкий, Богуния и Хорольская Яма.

## Установление и правовой режим существования
Назначение Эриха Коха рейхскомиссаром Украины было произведено в соответствии с приказом Гитлера от 17 июля 1941 года «О внедрении гражданского управления на оккупированных восточных территориях»; однако сам рейхскомиссариат был создан лишь 20 августа 1941 года, а передача части территории Украинской ССР из-под военного управления в гражданское произошла 1 сентября того же года. Оккупационный режим предусматривал использование определённых украинских элементов: признание украинского языка наравне с немецким как официального, внедрение карбованца, образование украинской вспомогательной полиции и т. п. Некоторые украинские националистические деятели восприняли создание Рейхскомиссариата как шаг к образованию украинского государства под протекторатом Германии. На самом деле концепция Рейхскомиссариата трактовала Украину исключительно как географическое, а не как политическое или национальное образование. Для подчёркивания этого факта Эрих Кох выбрал столицей не Киев, а провинциальный город Ровно.
Правовой статус местного населения не был чётко определён. Управление происходило посредством смешения немецких правовых норм, распоряжений местной немецкой власти, ограниченных элементов самоуправления и отдельных советских норм (например, сохранение колхозной системы). Во многих случаях высочайшей нормой были устные распоряжения и решения немецких чиновников. Управление важнейшими, с точки зрения гитлеровского руководства, сферами деятельности (полиция, тяжелая промышленность, мобилизация рабочей силы для работы в Германии, пропаганда, транспорт и связь) осуществлялось непосредственно из Берлина. Создание Рейхскомиссариата должно было играть важную роль в плане Гитлера относительно создания «жизненного пространства» (Lebensraum) для арийской расы. По Генеральному плану Ост 35 % украинцев были признаны подлежащими германизации, 30 % сначала планировалось отправить в Сибирь. По другим данным, большинство украинцев как низшая раса «недочеловеков» (нем. Untermenschen) не подлежали германизации. Часть из них должна была быть выдворена за Урал — в Азию, а Рейхскомиссариат должен был быть заселён, в основном, немецкими колонистами. Не подлежавшие выселению и германизации украинцы подлежали уничтожению разными способами: ограничением снабжения продовольствия для городского и медицинских услуг для всего населения, исключительно суровым обращением с военнопленными-украинцами и рабочими, вывезенными на работы в Германию, массовыми экзекуциями и жестокими наказаниями.
Вследствие военных действий население в Рейхскомиссариате в 1943 году в сравнении с 1939 годом уменьшилось на 30 %, в том числе среди «неевреев» — на 24 %.
Вопрос окончательных правовых форм Рейхскомиссариата и правового статуса его жителей Гитлер оставил неясными. Национальные чувства украинцев в Рейхскомиссариате должны были быть поддерживаемы настолько, насколько такая политика делила украинцев и русских, устраняя опасность общего антигерманского фронта. Это были главные мотивы внесения «украинской национальной окраски». Власти Рейхскомиссариата ограничили образование до четырёх классов народной школы, сократили высшие ступени образования до узких практических специальностей, закрывали научные учреждения, библиотеки и музеи, расхищая их имущество, снижали уровень печати.

Жестокий оккупационный режим привел к резкому усилению антинемецких настроений на Украине. Одним из непосредственных следствий стало развертывание на территории Рейхскомиссариата советского и украинского националистического партизанских движений. Партизанские отряды контролировали значительную часть территории Рейхскомиссариата и препятствовали снабжению техники и продовольствия для немецких войск.

## Административное деление
Рейхскомиссариат с 1 сентября 1942 формально состоял из 13 округов, семь из которых никогда не были созданы.

#### Реально существовавшие округа
- Генеральный округ Нижний Днепр (Руфштайн, нем. Rufstain — Днепропетровск, нем. Generalbezirk Dnjepropetrowsk) — генеральный комиссар Николаус (Клаус) Зельцнер.
- Генеральный округ Верхний Днепр (Кироффо, нем. Kiroffo — Киев, нем. Generalbezirk Kiew) — генеральный комиссар Хельмут Квитцрау (с 20 октября 1941 до 14 февраля 1942 гг.), Вальдемар Магуния (с 14 февраля 1942 до 6 ноября 1943 гг.).
- Генеральный округ Готенланд, Крым, полуокруг Таврия (Готенберг, нем. Gotenberg — Симферополь, нем. Generalbezirk Krim (Teilbezirk Taurien)) — генеральный комиссар Альфред Эдуард Фрауенфельд. Предполагался к передаче непосредственно в состав Рейха в качестве всенемецкой здравницы, о чём неоднократно заявлял А. Гитлер.
- Генеральный округ Николаев (Николаев, нем. Nikolajew, нем. Generalbezirk Nikolajew) — генеральный комиссар Эвальд Опперманн (c декабря 1941 по август 1944 гг.).
- Генеральный округ Восточная Волынь (Житомир, нем. Shitomir, нем. Generalbezirk Shitomir) — генеральный комиссар Курт Клемм.
- Генеральный округ Волынь-Подолия (Луцк, нем. Luzk, нем. Generalbezirk Wolhynien-Podolien) — генеральный комиссар Генрих Шёне.

#### Несозданные округа
Большинство этих территорий фактически входили в рейхскомиссариат (кроме округов Тамбау и Саратау, где не было боевых действий и они не были оккупированы немцами), но они не имели гражданской администрации, а подчинялись военной администрации (входили в зону ответственности тылов групп армий).
- Генеральный округ Полезия[укр.] (Чернигау, нем. Tschernigau — Чернигов)
- Генеральный округ Северия (Каркау, нем. Karkau — Харьков)
- Генеральный округ Донецланд (Нойкобленц, нем. Neukoblenz — Сталино)
- Генеральный округ Шварцланд (Воронеш, нем. Woronesch — Воронеж)
- Генеральный округ Донланд (Ростофа, нем. Rostofa — Ростов-на-Дону)
- Генеральный округ Южный Вольгаланд (Вольгабург, нем. Wolgaburg — Сталинград)
- Генеральный округ Северный Вольгаланд (Заратау, нем. Saratau — Саратов)

## Руководители СС и полиции
- Высший руководитель СС и полиции на Украине — обергруппенфюрер СС Ганс Адольф Прютцман
- Высший руководитель СС и полиции на Чёрном Море — группенфюрер СС Людольф-Герман фон Альвенслебен (с 29 октября по 25 декабря 1943), обергруппенфюрер СС Рихард Хильдебрандт (с 25 декабря 1943 по 16 сентября 1944)
- Руководитель СС и полиции в Киеве — бригадефюрер СС Ганс Хальтерманн.
- Руководитель СС и полиции Авдеевка — штандартенфюрер СС Карл-Гейнц Бюргер (с 1 октября по 1 декабря 1941)
- Руководитель СС и полиции в Днепропетровске-Кривом Роге — бригадефюрер СС Георг Хеннинг фон Бассевитц-Бер (с 19 ноября 1941 по 1 августа 1942), бригадефюрер СС Герман Харм (с 1 августа по 4 октября 1942), бригадефюрер Вальдемар Ваппенханс, бригадефюрер СС Карл Шефер (с 4 октября 1942 по 2 ноября 1944)
- Руководитель СС и полиции в Житомире — группенфюрер СС Отто Хельвиг (с 22 октября 1941 по 20 мая 1943), бригадефюрер СС Вилли Тенсфельд (с 19 апреля по 20 мая 1944 и. о.), бригадефюрер СС Вилли Шмельхер (с 5 мая по 25 сентября 1943), оберштурмбаннфюрер СС Ганс Траупе (с 25 мая по 21 октября 1943), бригадефюрер СС Эрнст Кауссман (с 31 октября 1943 по 25 февраля 1944), бригадефюрер СС Кристоф Дим (с 25 января по 25 февраля 1944)
- Руководитель СС и полиции в Николаеве — бригадефюрер СС Фриц Титтман (с 22 октября 1941 по 1 сентября 1942), бригадефюрер СС Вальдемар Ваппенханс (с 1 сентября 1942 по апрель 1943), бригадефюрер СС Пауль Циммерман (с апреля по 10 октября 1943), бригадефюрер СС Рудольф Вайсс (с 10 октября 1943 по 12 марта 1944, и. о.), группенфюрер СС Людольф-Герман фон Альвенслебен
- Руководитель СС и полиции в Припяти — бригадефюрер СС Эрнст Хартман (с 18 декабря 1943 по 6 сентября 1944)
- Руководитель СС и полиции в Ровно — группенфюрер СС Геррет Корземан (с 1 августа 1941 по 1 января 1942), бригадефюрер СС Вильгельм Гюнтер (с 1 сентября 1942 по 6 июня 1944), бригадефюрер СС Эрнст Хартман (10 февраля — 6 сентября 1944, до 6 июня 1944 и. о.)
- Руководитель СС и полиции в Харькове — бригадефюрер СС Вилли Тенсфельд (с 4 августа 1941 по 19 мая 1943), оберфюрер СС Бернхард Фишер-Шведер (с 10 по 22 октября 1942), группенфюрер СС Ганс Хальтерманн (с 19 мая по 11 сентября 1943), бригадефюрер СС Гюнтер Мерк (с 11 сентября по 18 октября 1943)

## Командиры полиции безопасности и СД
- Командир полиции безопасности и СД в Киеве — оберштурмбаннфюрер СС Эрих Эрлингер
- Командир полиции безопасности и СД в Харькове — штурмбаннфюрер СС Фридрих Кранебиттер
- Командир полиции безопасности и СД в Николаеве — оберштурмбаннфюрер СС Леопольд Шпанн (с 25 января по 18 сентября 1943), оберштурмбаннфюрер СС Фридрих Хегеншайдт (с 18 сентября 1943 по 10 июня 1944)
- Командир полиции безопасности и СД в Житомире — штурмбаннфюрер СС Франц Рацесбергер
- Командир полиции безопасности и СД в Чернигове — штурмбаннфюрер СС Теодор Христенсен
- Командир полиции безопасности и СД в Днепропетровске — штурмбаннфюрер СС Вильгельм Мульде

## Отделения гестапо
- Киев — штурмбаннфюрер СС Ганс Шумахер